# Plectranthias sheni
Plectranthias sheni is een straalvinnige vissensoort uit de familie van zaag- of zeebaarzen (Serranidae). De wetenschappelijke naam van de soort werd voor het eerst geldig gepubliceerd in 2002 door Chen & Shao.